# Hilisaootoniha
Hilisaootoniha is een bestuurslaag in het regentschap Nias Selatan van de provincie Noord-Sumatra, Indonesië. Hilisaootoniha telt 527 inwoners (volkstelling 2010).